# Gamlang Razi
Der Gamlang Razi (burmesisch: ဂမ္လန္ရာဇီ) ist der höchste oder zweithöchste Berg Südostasiens und liegt im Dreiländereck des myanmarischen Kachin-Staats zu Indien und China. Er ist ganzjährig von Schnee und Gletschern bedeckt. Nach dem Myanmar Survey Department besteht er hauptsächlich aus Granit. Er hat eine Höhe von 5870 Metern und liegt im Hkakabo-Razi-Nationalpark, zu dem die rund 4000 km² große, touristisch bisher nicht erschlossene Region in Nord-Myanmar am 30. Dezember 1996 erklärt wurde. Namensgeber des Parks ist der benachbarte Hkakabo Razi, der bis dato mit 5.881 Metern den Status als höchster Berg Südostasiens innehat, aber vermutlich 100 m zu hoch eingestuft wurde.

## Alpinismus
Die Erstbesteigung und Vermessung des Gamlang Razi erfolgte am 7. September 2013 durch ein gemischtes Team aus Myanmar und Amerika, namentlich: Andy Tyson als Expeditionsleiter, Molly Tyson, Chris Nance, Mark Fisher, Eric Daft (ED), Pyae Phyo Aung und Win Ko Koden. Diese Expedition wurde hauptsächlich durch die Htoo Foundation gesponsert, deren Gründer ein burmesischer Tycoon namens Tay Za ist. Weitere Sponsoren waren Myanmar Phon Yin Travel Agency, Air Bagan, AGD Bank, Aureum Palace Hotel and Treasure Resorts. Wenn das Wetter mitspiele, sei das Basiscamp in rund zwei Wochen zu erreichen – die Strecke dahin führt durch dichten tropischen Regenwald mit zahlreichen Fluss-Überquerungen.